# لگو مسترز (مجموعه تلویزیونی آمریکایی)
لگو مسترز (به انگلیسی: Lego Masters) مجموعه تلویزیونی مسابقه‌ای واقع‌گرایانه است که در ۵ فوریه سال ۲۰۲۰ از فاکس پخش شد. این مجموعه بر اساس مجموعه تلویزیونی بریتانیایی با همین نام ساخته شده است. هر قسمت دربارهٔ تیم‌هایی دونفره برای پروژه ساخت لگو از تعداد بسیاری لگو است تا اهداف خلاقانه و تجربی هر چالش موجود در هر قسمت را برآورده سازند.
برنامه به میزبانی ویل آرنت می‌باشد. همچنین او تهیه‌کننده اجرایی برنامه است. داورهای برنامه، ایمی کوربت و جیمی برارد از طراحان خلاق گروه لگو هستند. بعضی چهره‌های مشهور نیز به‌عنوان میزبان و داور در این برنامه حضور یافته‌اند.
در ۱۱ نوامبر سال ۲۰۲۰، مجموعه برای فصل دومش تمدید شد. فصل دوم آن در ژوئن سال ۲۰۲۱ میلادی پخش شد.

## تولید
تولید و ساخت این مجموعه حاصل همکاری رویل پروداکشنز، تیوزدیز چایلد و پلن بی انترتینمنت می‌باشد. همه قسمت‌های این مجموعه در لس آنجلس فیلم‌برداری شده‌اند.
گروه بازیگران فیلم در کامیک-کان سن دیگو سال ۲۰۱۹ اعلام شد.